# جيمس هنري كاتن
جيمس هنري كاتن (بالإنجليزية: James Henry Cotton )‏ (و. 1935 – 2017 م) هو مغن مؤلف، وموسيقي، وموزع، من الولايات المتحدة الأمريكية، ولد في تونيكا، توفي في أوستن، تكساس، عن عمر يناهز 82 عاماً.

## روابط خارجية
- جيمس هنري كاتن على موقع IMDb (الإنجليزية)
- جيمس هنري كاتن على موقع ميوزك برينز (الإنجليزية)
- جيمس هنري كاتن على موقع أول ميوزيك (الإنجليزية)
- جيمس هنري كاتن على موقع ديسكوغز (الإنجليزية)